# Brian Baker (tennista)
Brian Baker (Nashville, 30 aprile 1985) è un ex tennista statunitense.

## Carriera

### Junior
Da giovane ottiene ottimi risultati, sconfigge regolarmente futuri campioni quali Novak Đoković, Andy Murray, Gaël Monfils, Jo-Wilfried Tsonga, Marcos Baghdatis, John Isner e Tomáš Berdych. All'Open di Francia 2003 nel singolare ragazzi riesce a raggiungere la finale dopo aver eliminato Baghdatis nei quarti e Tsonga in semifinale. Nel match decisivo viene però sconfitto dallo svizzero Stan Wawrinka in tre set.

Grazie a questo risultato raggiunge il 9 giugno la seconda posizione a livello juniores e a fine anno passa tra i professionisti.

### Professionista
La sua carriera tra i grandi non ha rispettato le aspettative, principalmente a causa di una serie di infortuni. Il primo lo sorprende durante le qualificazioni per Wimbledon 2005 in un match contro Novak Đoković, è costretto a stare fermo per qualche mese per un problema al legamento mediale collaterale. Allo Slam successivo, gli US Open, sconfigge a sorpresa e in soli tre set l'argentino Gastón Gaudio, testa di serie numero nove e già vincitore del Roland Garros l'anno precedente.

A dicembre 2005 decide di operarsi all'anca e quando pare vicino al rientro è costretto ad una nuova operazione, questa volta per la ricostruzione del gomito. Nei due anni di pausa si riavvicina al mondo accademico facendo da vice allenatore alla Belmont University.

Fa un breve rientro nel 2007 prima di un'altra pausa obbligatoria di quattro anni. Nel 2011 vince il suo terzo Futures, a sei anni dall'ultimo. Nel 2012 ne ha conquistati tre e ha ricominciato a giocare con continuità. A maggio riesce a superare le qualificazioni per l'Open de Nice Côte d'Azur e nel tabellone principale elimina in sequenza Serhij Stachovs'kyj, la testa di serie numero 4 Gaël Monfils, Michail Kukuškin e Nikolaj Davydenko raggiungendo così la sua prima finale nel circuito ATP. Dopo otto vittorie consecutive si arrende in finale a Nicolás Almagro, già detentore del titolo 2011, per 6-3, 6-2. Visti i risultati ha ottenuto una wild-card per il Roland Garros.

Nello Slam parigino supera al primo turno Xavier Malisse in tre set e viene sconfitto nel match successivo da Gilles Simon in un match lungo cinque set. Nonostante gli ottimi risultati non gli viene concessa una wild-card anche per Wimbledon e deve partecipare quindi alle qualificazioni come testa di serie numero undici. Supera in sequenza Radu Albot, Denis Gremelmayr e Maxime Teixeira, concedendo un set solo a Teixeira nell'ultimo turno, ed accede per la prima volta in carriera al tabellone principale di Wimbledon.

Nel torneo londinese riesce a raggiungere il quarto turno eliminando sulla sua strada Rui Machado, Jarkko Nieminen e Benoît Paire prima di arrendersi in tre set a Philipp Kohlschreiber. Grazie alla buona prestazione entra per la prima volta nella top-100 mondiale.
A inizio 2013 fa il suo esordio nello Slam Australiano ma durante il secondo turno contro il connazionale Sam Querrey è costretto al ritiro per una lacerazione del menisco che lo terrà fuori per la prima metà della stagione.
Nel 2017 si dedica soprattutto al doppio e vince i suoi primi due titoli ATP in carriera insieme a Nikola Mektić, raggiungendo il suo best ranking al numero 29.
Durante l'estate subisce un infortunio alla schiena che nel 2018 lo porta ad operarsi. Gli US Open 2017 rimangono il suo ultimo torneo.

## Statistiche

### Singolare

#### Finali perse (1)
| Legenda                   |
| Grande Slam (0)           |
| ATP World Tour Finals (0) |
| ATP Masters 1000 (0)      |
| ATP World Tour 500 (0)    |
| ATP World Tour 250 (1)    |

| Numero | Data           | Torneo                          | Superficie  | Avversario in finale | Punteggio |
| 1.     | 26 maggio 2012 | Open de Nice Côte d'Azur, Nizza | Terra rossa | Nicolás Almagro      | 6-3, 6-2  |

### Doppio

#### Vittorie (2)
| Legenda                   |
| Grande Slam (0)           |
| ATP World Tour Finals (0) |
| ATP Masters 1000 (0)      |
| ATP World Tour 500 (0)    |
| ATP World Tour 250 (2)    |

| Numero | Data             | Torneo                           | Superficie  | Compagno      | Avversari in finale               | Punteggio   |
| 1.     | 19 febbraio 2017 | Memphis Open, Memphis            | Cemento (i) | Nikola Mektić | Ryan Harrison Steve Johnson       | 6-3, 6-4    |
| 2.     | 30 aprile 2017   | Gazprom Hungarian Open, Budapest | Terra rossa | Nikola Mektić | Juan Sebastián Cabal Robert Farah | 7–6(2), 6-4 |

### Tornei minori

#### Singolare

##### Vittorie (6)
| Legenda         |
| Challengers (2) |
| Futures (4)     |

| Numero | Data            | Torneo                        | Superficie  | Avversario in finale | Punteggio   |
| 1.     | 18 gennaio 2004 | U.S.A. F1, Tampa              | Cemento     | Todd Widom           | 6–3, 6-4    |
| 2.     | 2 agosto 2004   | Denver Challenger, Denver     | Cemento     | KJ Hippensteel       | 7–6(5), 6–4 |
| 3.     | 10 luglio 2011  | U.S.A. F17, Pittsburgh        | Cemento     | Bjorn Fratangelo     | 7–5, 6–3    |
| 4.     | 29 gennaio 2012 | U.S.A. F3, Weston             | Terra rossa | Jason Kubler         | 7-5, 6–3    |
| 5.     | 25 marzo 2012   | U.S.A F8, Costa Mesa          | Cemento     | Greg Ouellette       | 6-1, 6-2    |
| 6.     | 23 aprile 2012  | Savannah Challenger, Savannah | Terra verde | Augustin Gensse      | 6–4, 6–3    |

##### Finali perse (4)
| Legenda         |
| Challengers (2) |
| Futures (2)     |

| Numero | Data            | Torneo                                                  | Superficie  | Avversario in finale | Punteggio        |
| 1.     | 7 aprile 2003   | U.S.A. F8, Little Rock                                  | Cemento     | Ignacio Hirigoyen    | 6–3, 5–7, 3–6    |
| 2.     | 17 maggio 2004  | U.S.A. F12, Tampa                                       | Cemento     | KJ Hippensteel       | 6–1, 6(5)–7, 2–6 |
| 3.     | 5 febbraio 2005 | Men's Pro Challenger at Tunica National, Tunica Resorts | Terra rossa | James Blake          | 2–6, 3–6         |
| 4.     | 7 novembre 2011 | Knoxville Challenger, Knoxville                         | Cemento     | Jesse Levine         | 2–6, 3–6         |